# الديماس (ريف دمشق)
الديماس بلدة وناحية سوريّة إداريّة تتبع منطقة قدسيا في محافظة ريف دمشق. تقع البلدة على بعد 25 كم شمال غرب دمشق على طريق دمشق-بيروت القديم عند سفوح سلسلة جبال لبنان الشرقية وتعد مصيفاً مهماً في سوريا. بلغ عدد سكان الناحية 21,978 نسمة حسب تعداد عام 2004. كانت سابقًا تتبع منطقة الزبداني إلى أن استحدثت منطقة قدسيا.

## المناخ
يظهر الجدول التالي التغييرات المناخية على مدار السنة للديماس:
| البيانات المناخية لـالديماس           | البيانات المناخية لـالديماس | البيانات المناخية لـالديماس | البيانات المناخية لـالديماس | البيانات المناخية لـالديماس | البيانات المناخية لـالديماس | البيانات المناخية لـالديماس | البيانات المناخية لـالديماس | البيانات المناخية لـالديماس | البيانات المناخية لـالديماس | البيانات المناخية لـالديماس | البيانات المناخية لـالديماس | البيانات المناخية لـالديماس | البيانات المناخية لـالديماس |
| الشهر                                 | يناير                       | فبراير                      | مارس                        | أبريل                       | مايو                        | يونيو                       | يوليو                       | أغسطس                       | سبتمبر                      | أكتوبر                      | نوفمبر                      | ديسمبر                      | المعدل السنوي               |
| ------------------------------------- | --------------------------- | --------------------------- | --------------------------- | --------------------------- | --------------------------- | --------------------------- | --------------------------- | --------------------------- | --------------------------- | --------------------------- | --------------------------- | --------------------------- | --------------------------- |
| متوسط درجة الحرارة الكبرى °م (°ف)     | 9.6 (49.3)                  | 10.8 (51.4)                 | 14.5 (58.1)                 | 19.2 (66.6)                 | 24.6 (76.3)                 | 29.0 (84.2)                 | 31.7 (89.1)                 | 32.1 (89.8)                 | 29.1 (84.4)                 | 24.3 (75.7)                 | 17.5 (63.5)                 | 11.5 (52.7)                 | 21.2 (70.1)                 |
| متوسط درجة الحرارة الصغرى °م (°ف)     | 0.8 (33.4)                  | 1.1 (34.0)                  | 3.7 (38.7)                  | 6.9 (44.4)                  | 10.3 (50.5)                 | 13.6 (56.5)                 | 15.9 (60.6)                 | 16.0 (60.8)                 | 13.1 (55.6)                 | 9.7 (49.5)                  | 5.9 (42.6)                  | 2.3 (36.1)                  | 8.3 (46.9)                  |
| الهطول مم (إنش)                       | 101 (4.0)                   | 84 (3.3)                    | 59 (2.3)                    | 26 (1.0)                    | 15 (0.6)                    | 0 (0)                       | 0 (0)                       | 0 (0)                       | 1 (0.0)                     | 14 (0.6)                    | 45 (1.8)                    | 87 (3.4)                    | 432 (17.0)                  |
| المصدر: Climate-Data.org,Climate data |                             |                             |                             |                             |                             |                             |                             |                             |                             |                             |                             |                             |                             |